# 青森市立戸門小学校
青森市立戸門小学校（あおもりしりつ とかどしょうがっこう）は、青森県青森市にあった公立小学校。

## 沿革
- 1879年（明治12年）3月5日 - 戸門小学として開校。
- 1883年（明治16年）4月 - 清水に校舎を設置し、書類上は鶴ヶ坂小学（後の青森市立鶴ヶ坂小学校）と合併するものの、実際には合併は行われなかった。
- 1884年（明治17年）4月 - 事情により、鶴ヶ坂小学校と戸門小学校に分離。戸門小学校は民家へ校舎を構える。
- 1888年（明治21年） - 「戸門簡易小学校」に改称。
- 1892年（明治25年）4月 - 「戸門尋常小学校」に改称。
- 1897年（明治30年）5月21日 - 大火により類焼。
- 1899年（明治32年） - 戸門字山部101番地に、新校舎を落成。
- 1939年（昭和14年）9月 - 戸門字見通に落成した新校舎へ移転。
- 1941年（昭和16年）4月1日 - 国民学校令施行に伴い、「戸門国民学校」に改称。
- 1947年（昭和22年）4月1日 - 学校教育法施行に伴い、「新城村立戸門小学校」に改称。
- 1948年（昭和23年）
  - 2月26日 - 新校舎を落成。
  - 3月31日 - 鶴ヶ坂分校が新城村立鶴ヶ坂小学校として分離独立。
  - 5月 - 戸門字山部106番地に新校舎を落成。
- 1955年（昭和30年）3月1日 - 青森市への編入合併に伴い、「青森市立戸門小学校」に改称。
- 1967年（昭和42年）9月 - 簡易プールを落成。
- 1968年（昭和43年）5月 - 一部プレハブ校舎を落成。
- 1976年（昭和51年）5月7日 - 校歌を制定。戸門の子運動を制定。
- 1978年（昭和53年）5月5日 - 創立100周年記念文庫を設置。
- 1985年（昭和60年）
  - 6月30日 - 現在地に新校舎を落成。
  - 12月19日 - 体育館を落成。
- 1986年（昭和61年）3月2日 - 校舎落成式典を挙行。
- 1988年（昭和63年）11月4日 - 校旗を樹立。
- 1989年（平成元年）11月11日 - 創立111周年かつ日付で「1」が並んだことから、いちいち祭りを開催。
- 2009年（平成21年）3月31日 - 青森市立新城中央小学校への統合に伴い、閉校[1]。

2016年（平成28年）時点、学校跡地は青森市文化財資料等収蔵庫となっている。

## 学区
青森市大字戸門、鶴ヶ坂（字田川の一部、字川合の一部、字早稲田の一部）

## アクセス
廃校時点の情報
- 青森市営バス[3]「浪岡線（大釈迦経由）」と「孫内線（古川発着便のみ）」・弘南バス「青森線」で、戸門バス停下車後、約350m・徒歩5分。
- JR奥羽本線鶴ケ坂駅から約2.5km・徒歩約40分、車で約3～4分。
- 青森市役所から約11km・車で約20分[4]。